# 전연년
전연년(田延年, ? ~ 기원전 72년)은 전한 중기의 관료로, 자는 자빈(子賓)이며 좌풍익 양릉현(陽陵縣) 사람이다. 집안은 본래 제나라 전씨의 일족이었다.

## 생애
재능을 인정받아 대장군 곽광에게 중용되어 대장군장사에 임명되었다. 이후 하동태수로 전출되어 윤옹귀·굉유(閎孺)를 심복으로 부려 호족들을 억눌렀고, 능력을 인정받아 조정의 부름을 받아 대사농으로 승진하였다.
원평 원년(기원전 74년), 소제가 붕어하고 창읍왕이 즉위하였으나 행실이 바르지 못하여 곽광 등은 대신들과 함께 폐위를 논하였다. 아무도 의견을 말하는 이가 없었으나, 전연년은 칼에 손을 대며 곽광의 의견을 따를 것을 종용하였다. 대신들은 결국 곽광의 의견을 따랐고, 창읍왕은 폐위되고 선제가 즉위하였다. 전연년은 공로를 인정받아 양성후(陽城侯)에 봉해졌다.
예전에 무릉(茂陵)의 부자 초(焦)씨와 가(賈)씨는 수천만 전을 들여 장례 물품을 사재기했는데, 소제의 장례로 물품이 급히 필요해졌을 때 전연년은 조정에 이를 고발하여 물품을 몰수하였다. 초씨와 가씨는 이에 원한을 품고 돈을 들여 전연년의 잘못을 찾아냈다.
예전에 전연년은 공무로 민간의 우차(牛車) 3만 대를 빌린 적이 있었는데, 대당 천 전인 것을 조정에 2천 전으로 보고하여 6천만 전을 지급받고는 절반을 횡령하였고, 초씨와 가씨는 이를 알아내어 조정에 고발하였다. 곽광이 사건을 은폐하여 구해주려 하였으나 전연년은 거절하였고, 곧 정위 이광이 자신을 체포하기 위하여 사람을 보내니 스스로 목숨을 끊었다.

## 출전
- 반고, 《한서》 권18 외척은택후표·권19하 백관공경표 下·권68 곽광김일제전·권90 혹리전